# 청계천 하동매실거리

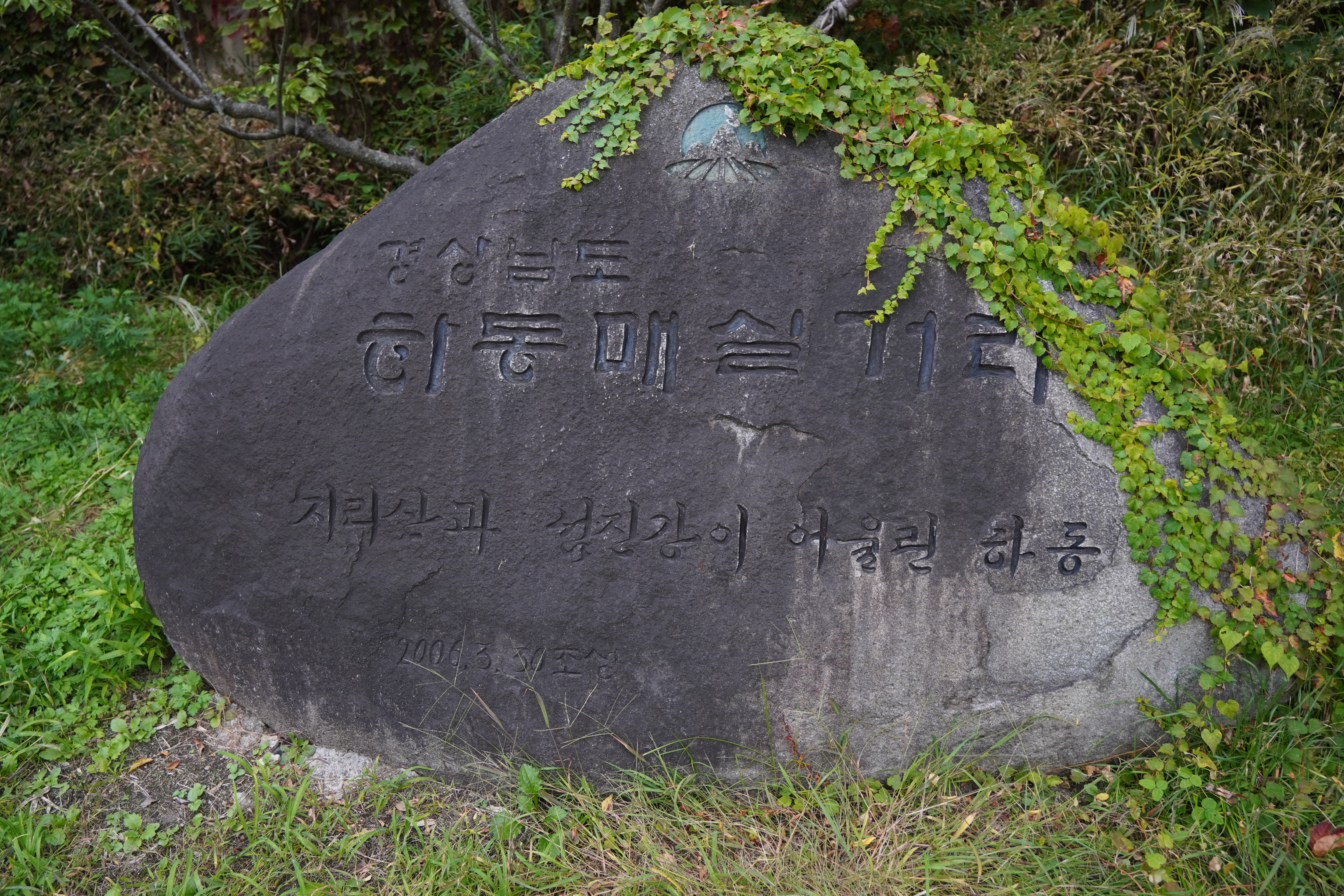
청계천 하동매실거리

청계천 하동매실거리는 대한민국 서울특별시 성동구 용답동에 있는 거리이다. 이 거리는 서울지하철 2호선 용답역과 신답역 사이에 위치하고 있다. 길이는 1.2km에 달하며, 청계천변을 따라 백매화와 홍매화가 서식하고 있다. 이 거리는 2006년 경상남도 하동군이 매실나무를 기증하면서 조성되었다. 거리 중간에는 담양 대나무거리가 같이 조성되어 있다.

## 같이 보기
- 청계천
- 용답역
- 신답역